# Tamboril
Tamboril is een gemeente in de Braziliaanse deelstaat Ceará. De gemeente telt 26.857 inwoners (schatting 2009).
De gemeente grenst aan Catunda, Crateús, Hidrolândia, Independência, Ipaporanga, Monsenhor Tabosa en Nova Russas.